# Imam Tohari
Imam Tohari (* 26. März 1976) ist ein indonesischer Badmintonspieler. 

## Karriere
Imam Tohari siegte 1997 bei den India Open im Mixed mit Emma Ermawati. Im gleichen Jahr wurde er Zweiter bei den Polish International und Dritter bei den Swiss Open, Indonesia Open und Taiwan Open. Bei der Asienmeisterschaft 1998 belegte er Rang fünf.

## Sportliche Erfolge
| Saison | Veranstaltung                          | Disziplin | Platz | Name                            |
| ------ | -------------------------------------- | --------- | ----- | ------------------------------- |
| 1997   | Polish International                   | Mixed     | 2     | Imam Tohari / Emma Ermawati     |
| 1997   | Indien: Internationale Meisterschaften | Mixed     | 1     | Imam Tohari / Emma Ermawati     |
| 1997   | Taiwan Open                            | Mixed     | 3     | Imam Tohari / Emma Ermawati     |
| 1997   | Swiss Open                             | Mixed     | 3     | Imam Tohari / Emma Ermawati     |
| 1997   | Indonesia Open                         | Mixed     | 3     | Imam Tohari / Emma Ermawati     |
| 1998   | Asienmeisterschaft                     | Mixed     | 5     | Imam Tohari / Rosalia Anastasia |
| 1998   | Indonesia Open                         | Mixed     | 5     | Imam Tohari / Vita Marissa      |
| 1999   | Japan Open                             | Mixed     | 5     | Imam Tohari / Vita Marissa      |
| 1999   | Indonesia Open                         | Mixed     | 5     | Imam Tohari / Vita Marissa      |